# Държавен архив – Пловдив
Държавен архив – Пловдив е отдел в дирекция „Регионален държавен архив“ – Пловдив.

## Дейност
В него се осъществява подбор, комплектуване, регистриране, обработване, съхраняване и предоставяне за използване на определените за постоянно запазване документи на областната администрация, на общините на територията на Пловдивска област, на териториалните структури на държавните органи и на други държавни и общински институции, организации и значими личности от местно значение, както и научно-методическото ръководство и контрол на организацията на работата с документите в деловодствата и учрежденските архиви, тяхното опазване и използване.
Към архива функционират читалня, библиотека, лаборатория за консервация и реставрация на документи, изложбена зала, център за дигитализация. В научно-справочната библиотека са заведени 7363 тома специализирана литература по история, архивистика и други области на науката, речници, енциклопедии, справочници, пътеводители, каталози, документални сборници, периодични издания.

## История
Архивът е създаден през 1952 г. като отдел на Окръжно управление на Министерство на вътрешните работи – Пловдив. От 1961 г. е на административно подчинение на Окръжен народен съвет – Пловдив, от 1988 г. е в структурата на Община Пловдив. През 1992 г. преминава на пряко административно подчинение на Главно управление на архивите при Министерски съвет. От 1978 г. получава статут на дирекция, а през 2010 г. е преструктуриран в отдел. От 1996 г. архивът се помещава в сграда на ул. „Кракра“ № 9 – 11.

## Фонд
След промените в административно-териториалното деление на страната през 1959 г. един фонд е предаден на Централен държавен архив, 61 на новосъздадения архив в Пазарджик и 54 фонда на архива в Смолян. През 1994 г. е приет фондовият масив на Окръжния комитет на Българска комунистическа партия, възлизащ на 388 фонда със 17 117 архивни единици, 4420 спомена, 2172 частични постъпления и 273 снимки.
Общата фондовата наличност на архива към 1 януари 2017 г. възлиза на 7595,35 линейни метра с 4163 архивни фонда (3784 учрежденски и 379 лични) и общ брой 320 481 архивни единици (без тези от Партийния архив), 783 частични постъпления и 844 спомена. Застрахователният фонд се състои от 1 025 206 кадъра негатив и 1 025 206 кадъра позитив.

## Ръководители

###### През годините ръководители на архива са:[1]
- Иван Йотов Стоянов (1952 – 1961)
- Найден Георгиев Найденов (1961 – 1979)
- Тонка Георгиева Добринска (1980 – 1983)
- Симеон Йорданов Симеонов (1983 – 1991)
- Стефан Добрев Стефанов (1991)
- Александър Петров Маринов (1992 – 1995)
- Недялка Георгиева Петрова (1995 – 2009)
- Димитър Ангелов Севов (2009 – 2010)
- Ели Попова (2010-2018)
- Марияна Вучкова (2019)

## Отличия и награди
Архивът е награден с орден „Кирил и Методий“ ІІІ степен през 1976 г.